# Boeschepe
Boeschepe é uma comuna francesa na região administrativa de Altos da França, no departamento do Norte. Estende-se por uma área de 13.59 km². Em 2010 a comuna tinha 2 209 habitantes (densidade: 162,5 hab./km²).